# Aviso (buque)

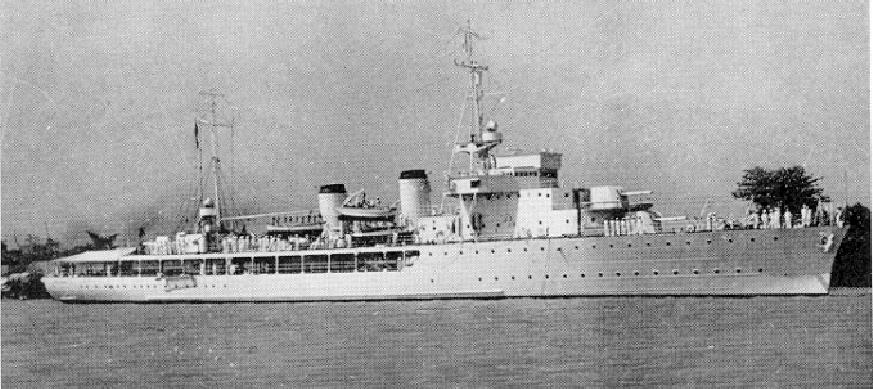
Un aviso colonial francés de la clase Bougainville

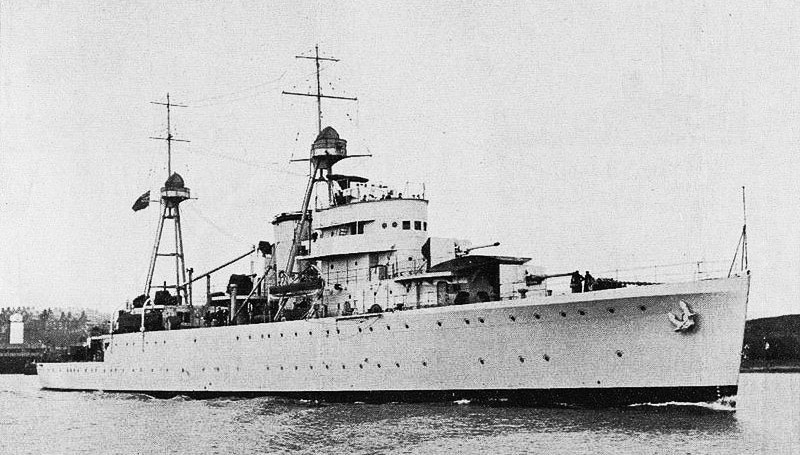
El aviso portugués NRP Afonso de Albuquerque, en 1932

El aviso era una unidad naval militar, usualmente rápida, cuyo cometido era transportar pliegos y órdenes entre distintos buques o entre estos y la costa. Su cometido principal quedó obsoleto con la generalización de los sistemas de radio en los buques de guerra a principios del siglo XX. Algunos países los siguen usando para tareas logísticas.
Para esta función se usaban distintos barcos ligeros: corbetas, urcas, jabeques, balandras, bergantines, bombardas, y tras la aparición de la máquina de vapor, también pequeños vapores.